# La Mélodie de Jenny
La Mélodie de Jenny (少年たちのいた夏 〜Melody of Jenny〜, Shonentachi no ita Natsu) est un manga d’un unique volume, recueil d'histoires courtes de Tsukasa Hōjō. Il est publié en français dans un premier temps aux éditions Tonkam, puis par Ki-oon depuis juillet 2013.

## Synopsis

### Aux frontières du ciel,des enfants sur un champ de bataille
Durant la Seconde Guerre mondiale, l'histoire nous raconte le destin de deux frères Japonais aviateurs, Shôhei et Junpei. Le corps de pilotes de ce dernier est sélectionné pour une mission kamikaze.

### La Mélodie de Jenny
L'histoire se déroule au Japon durant la Seconde Guerre mondiale. C'est la rencontre d'un Américain, marié à une Japonaise et évadé d'une prison, avec un groupe d'enfants qui se sont enfuis d'un camp de travail pour retrouver leur famille à Tokyo.

### Le rêve américain
En 1935, un joueur japonais de baseball ne rêve que de signer un contrat avec une équipe américaine. Une tournée à San Francisco va peut-être lui donner cette occasion… Mais l'opposition au Japon est déjà importante en Amérique.